# Cerritos (Califórnia)
Cerritos é uma cidade localizada no estado americano da Califórnia, no Condado de Los Angeles. Foi incorporada em 24 de abril de 1956.

## Geografia
De acordo com o United States Census Bureau, a cidade tem uma área de 22,9 km², onde 22,6 km² estão cobertos por terra e 0,3 km² por água.

### Localidades na vizinhança
O diagrama seguinte representa as localidades num raio de 8 km ao redor de Cerritos. 

## Demografia
Segundo o censo nacional de 2010, a sua população é de 49 041 habitantes e sua densidade populacional é de 2 168,94 hab/km². Possui 15 859 residências, que resulta em uma densidade de 701,40 residências/km².